# Dance Valley

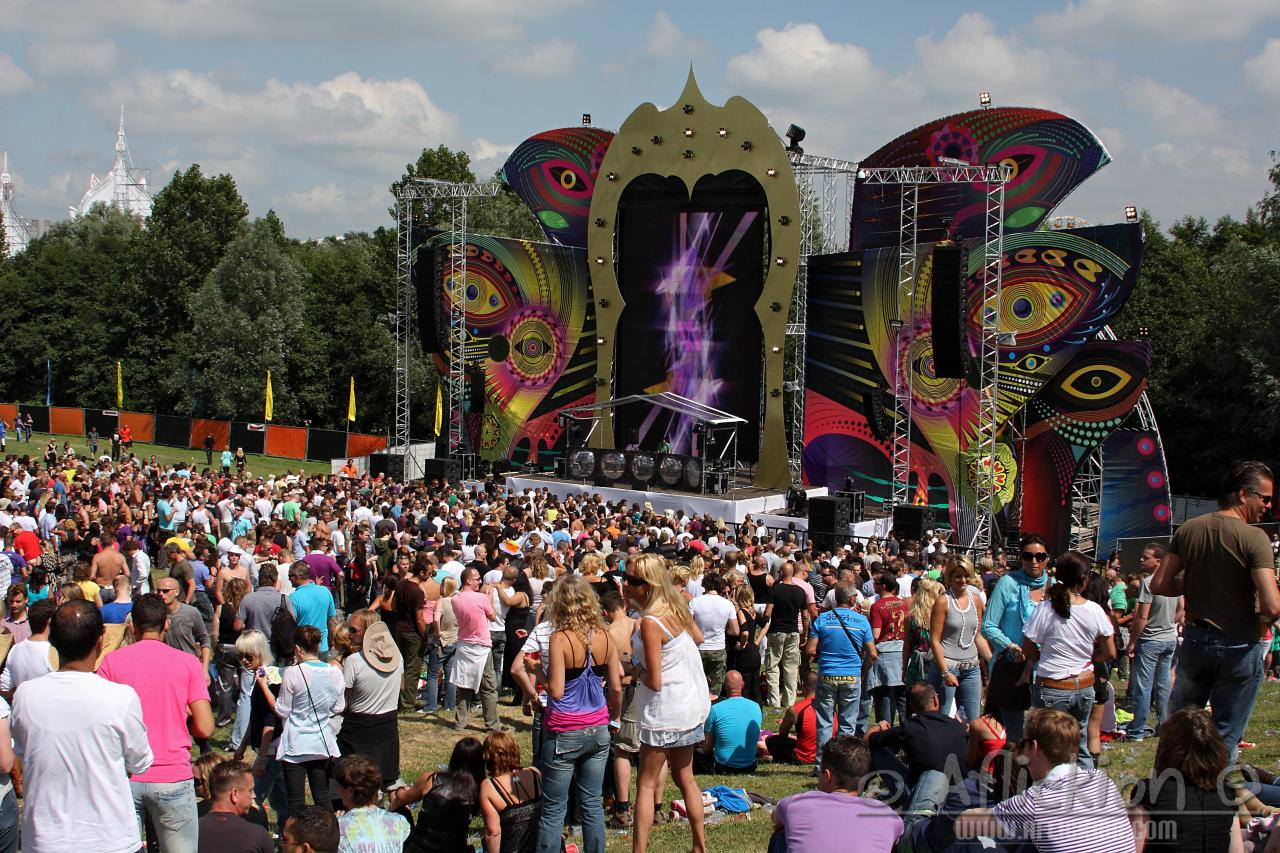
Dance Valley, em 2009

Dance Valley é um festival anual de música eletrônica que ocorre durante o verão europeu em Spaarnwoude, na Holanda

## Ligações Externas
- [dancevalley.com «Sítio oficial»] Verifique valor |url= (ajuda) (em inglês)
- Media relacionados com Dance Valley no Wikimedia Commons